# Наступление на Астурию
Наступление на Астурию (исп. Ofensiva de Asturias) — военная операция войск националистов в сентябре - октябре 1937 года во время гражданской войны в Испании, положившая конец республиканскому сопротивлению на севере страны.

## Планы и силы сторон
После поражений республиканцев в Бильбао и Сантандере территория, верная Республике на побережье Бискайского залива, которую обе стороны называли Северным фронтом, превратилась в анклав, состоявший из восточной Астурии.
Падение Сантандера 26 августа 1937 года сосредоточило все республиканские войска в Астурии, регионе, наиболее удаленном от остальной республиканской Испании. Главной республиканской силой здесь был XVII армейский корпус под командованием подполковника Линареса Аранзабе, имевший 35 000 человек, 600 пулеметов и 150 артиллерийских орудий. У республиканцев были также остатки XIV армейского корпуса Франсиско Галана, которому удалось избежать сдачи в Сантандере (всего 8-10 тысяч солдат и 30 артиллерийских орудий).
В Хихоне руководители республиканских провинций сформировали Суверенный совет Астурии и Леона во главе с Белармино Томасом. Совет объявил Астурию «суверенной» территорией, отказался признавать власть центрального правительства Негрина и снял генерала Мариано Гамира с должности командующего Северной армии, назначив новым полковника Адольфо Прада Вакеро. Республиканцы надеялись сдержать наступление националистов в горах, по крайней мере, до наступления зимы.
Командиры мятежников после входа в Сантандер уже в конце августа начали подготовку к наступлению на горную Астурию. 1 сентября начались боевые действия.

## Ход боёв
5 сентября аванпосты 1-й наваррской бригады сил генерала Хосе Сольчаги, столкнулись с ожесточенным республиканским сопротивлением у перевала Эль-Мазуко, начав в тот же день так называемое сражение при Эль-Мазуко, который был захвачен только после нескольких недель кровопролитных боев. Тем временем в южном секторе - горных проходах - дивизия под командованием майора Луиса Барзаны сумела задержать продвижение сил генерала Аранды.
После Эль-Мазуко франкисты двинулись вперед, и 27 сентября войска 1-й наваррской бригады  взяли Рибадеселью, затем 1 октября националисты вошли в Ковадонгу, получив возможность перерезать путь отступления всех войск Республики в сторону Хихона.
10 октября войска мятежников заняли оба берега реки Селла, и на следующий день республиканцы оставили Кангас-де-Онис.
Во время наступления на Астурию авиация Легиона Кондор, около 50 самолетов, сосредоточила свои усилия на бомбардировке портов, особенно портов Хихона и Авилеса, чтобы помешать республиканским войскам получить помощь или, в конечном итоге, эвакуироваться. Немцы также опробовали новую тактику атаки - «ковровая бомбардировка», которая в гористой местности Астурии оказалась очень эффективной. 
14 октября, несмотря на шесть недель боев, основные вершины и стратегические позиции все еще находились в руках республиканцев, чему способствовала гористая местность, а также жестокая дисциплина, вплоть до расстрела командиров бригад, установленная в войсках полковником Адольфо Прада. Но численное превосходство, отсутствие боеприпасов и противовоздушной обороны не позволяло надолго останавливать атаки мятежников.
Утром 15 октября франкисты во главе с генералом Антонио Арандой соединились с силами Сольчаги в Инфьесто, загнав республиканцев в угол между Пола-де-Лавиана и Вильявисиосой, а затем продолжили наступление в сторону Хихона.
20 октября, когда стало ясно, что падение Хихона - дело нескольких часов, Суверенный совет Астурии и Леона издал приказ о немедленной эвакуации. Республиканские военные и политические руководители, а также советские советники бежали по морю или по воздуху. В этот же день «пятая колонна» франкистов вышла из подполья и вступила в бой в городе, силой захватив некоторые общественные здания. До конца дня сдались около двадцати двух республиканских батальонов.
Днем 21 октября франкистские войска 4-й наваррской бригады заняли последние республиканские бастионы Авилес и Хихон, подавив сопротивления республиканских солдат, которые не смогли эвакуироваться. К 27 октября 1937 года вся Астурия оказалась в руках националистов, приступивших к репрессиям против своих противников.

## Результаты
С завоеванием Кантабрийского побережья и Астурии националисты стали контролировать 36% промышленного производства Испании, 60% добычи угля и почти все производство стали. Падение Астурии также позволило франкистскому флоту передислоцироваться в Средиземное море, чтобы подкрепить находившуюся там эскадру и нападать на линии снабжения Республики.